# 华溪镇
华溪镇是中华人民共和国云南省玉溪市华宁县下辖的一个镇，位于华宁县南部，距县城29公里。

## 地理
全镇面积140.1平方公里，其中山地占总面积的94%，其余为河谷坝区。境内地形复杂，属亚热带气候，四季平和。年平均气温19.5°C，年平均降雨量930毫米。。

## 行政区划
华溪镇下辖以下地区：
华溪社区、甫甸社区、独家村、黑牛白村、小寨村和大新寨村。

## 经济
华溪镇是著名的柑橘生产基地，至2009年全镇种植柑橘面积1.95万亩，产量4.1万吨。